# Grauwzustersklooster (Velzeke)

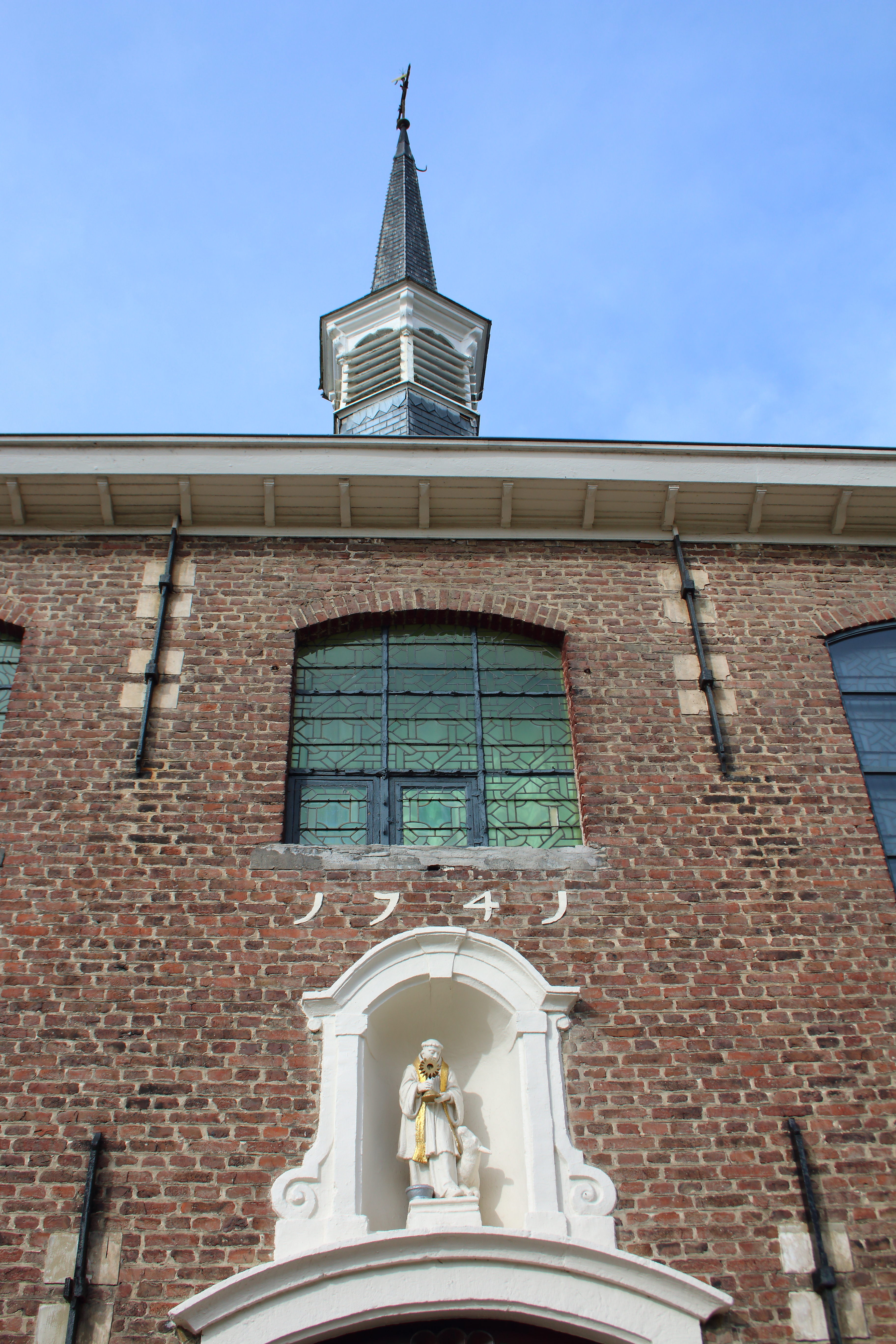

Het Grauwzustersklooster of het klooster van de Grauwzusters-Penitenten is een klooster in Velzeke-Ruddershove, een deelgemeente van de Belgische stad Zottegem. Het werd gesticht in 1344 door burggraaf Jan I van Melun (gehuwd met Isabella, gravin van Antoing en vrouwe van Zottegem) en aan de grauwzusters toevertrouwd. Het klooster bouwde voort op een 13e-eeuwse instelling van de commanderij van Pitzemburg. Het was oorspronkelijk een godshuis voor behoeftige reizigers dat nadien werd omgevormd tot hospitaal. Ook het oude hospitaal in Zottegem hing van het klooster af. Na de godsdiensttroebelen in de zestiende eeuw (het klooster werd geplunderd door François de la Noue) werd het klooster opnieuw gesticht in 1585 door Filips van Egmont, de oudste zoon van Lamoraal van Egmont (stichtingsbrief van 13 september 1585: Nous Philippe, comte d'Egmont [...] maison et hospital de Velsicque, luy donnent playn pouivoir et aucthorité [...]); het wapenschild van Filips van Egmont prijkt op het gebouw. Vanaf 1598 werd het ook een onderwijsinstelling, vanaf het jaar 1689 mochten er geesteszieke vrouwen worden opgevangen en sinds 1810 werd het uitsluitend een instituut voor geesteszieke vrouwen (daaruit ontstond het nu vlakbij gelegen Psychiatrisch Ziekenhuis Frapello, vroeger Psychiatrisch Centrum Sint-Franciscus). Er woedde brand in het klooster in 1604 (het werd op kosten van Karel II van Egmont herbouwd), 1639 en 1728. De oude kloostergang gaat terug tot het vierde kwart van de 17de eeuw en tot de eerste helft van de 18de eeuw. De nieuwe kapel werd opgericht in 1741, met het schilderij Heilige Franciscus, geknield voor de gekruiste Christus in het altaar. Sinds 1775 staat er een orgel van Giliam Davit; het orgel was aanvankelijk gebouwd voor de kerk van Hemiksem (1715-1720) maar werd naar Velzeke overgeplaatst door Pieter Van Peteghem. Tijdens de Franse tijd in België werd het klooster verbeurd verklaard. Burgemeester van Aelbroeck en Dhr. Van Damme trokken in 1810 naar het Kasteel van Fontainebleau om de zaak van het klooster te bepleiten; daarop besloot Napoleon Bonaparte op 10 november 1810 de zusters hun goederen en voorrechten terug te geven. In 2020 verlieten de laatste Grauwzusters het klooster, na het onverwachte overlijden van generale-overste Moeder Catharina. Op 10 februari 2020 namen enkele zusters van de congregatie ‘Dienaressen van de Heer en van de Maagd van Matara’ hun intrek in klooster, tot november 2023. Het betreft een contemplatieve en een actieve tak. In 2022 werden het dak en het torentje van de kapel gerenoveerd.
De gelijkvloerse verdieping en de kapel van het klooster zijn sinds 1979 beschermd als monument.

## Afbeeldingen

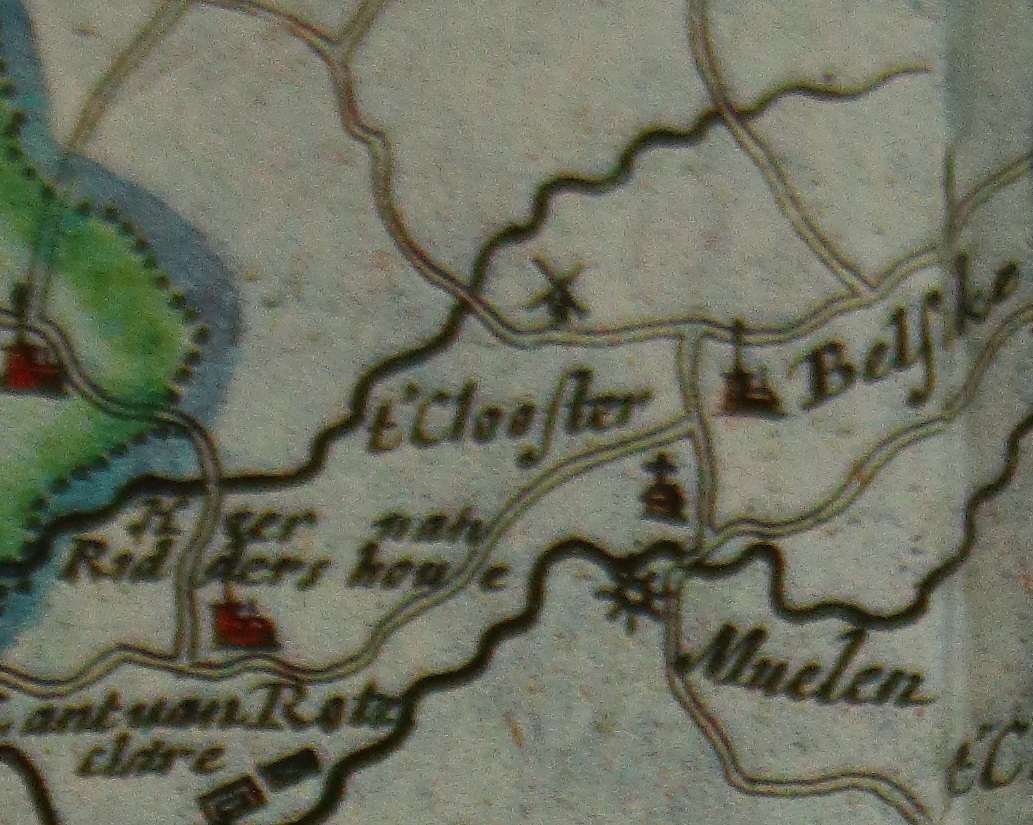
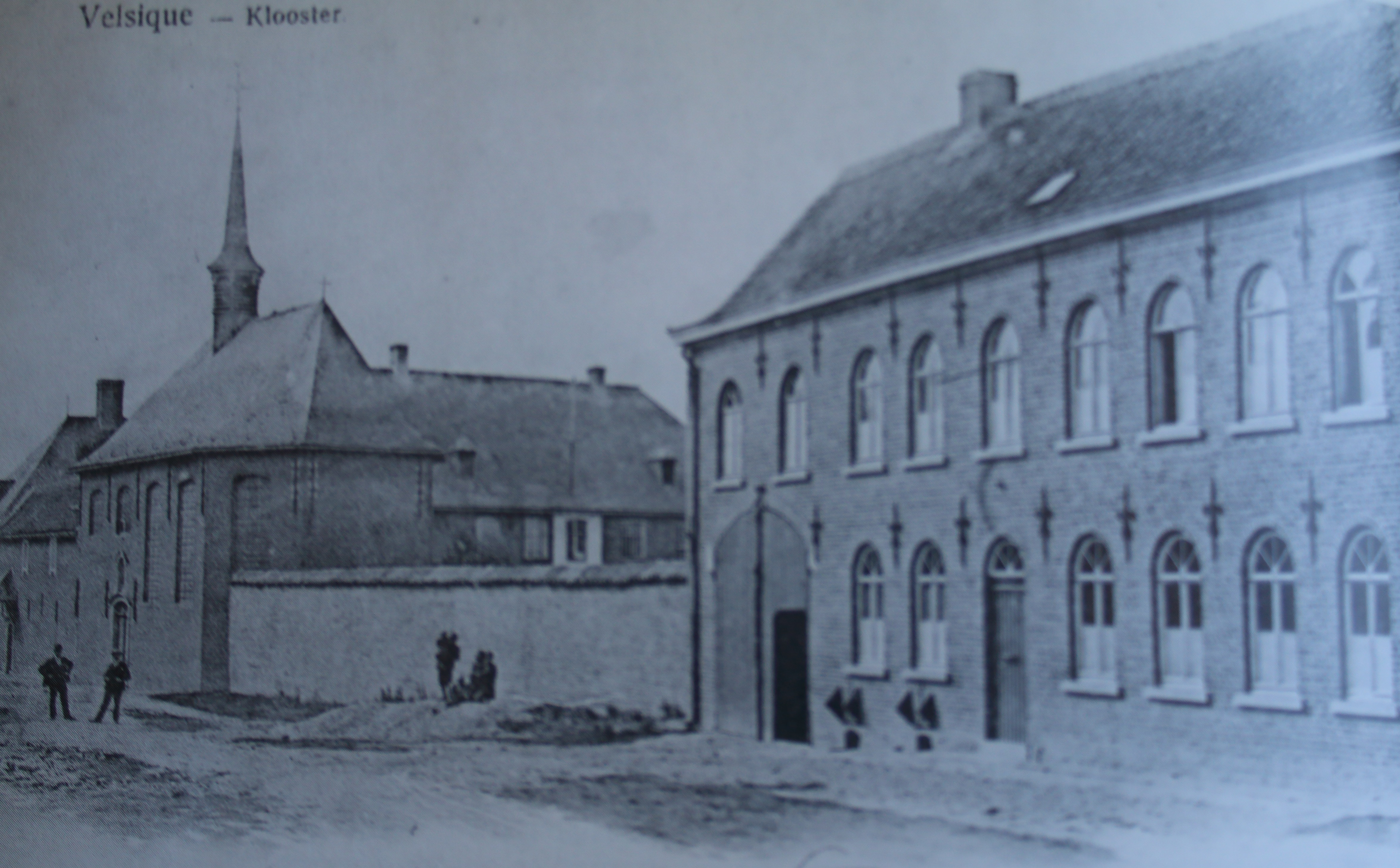
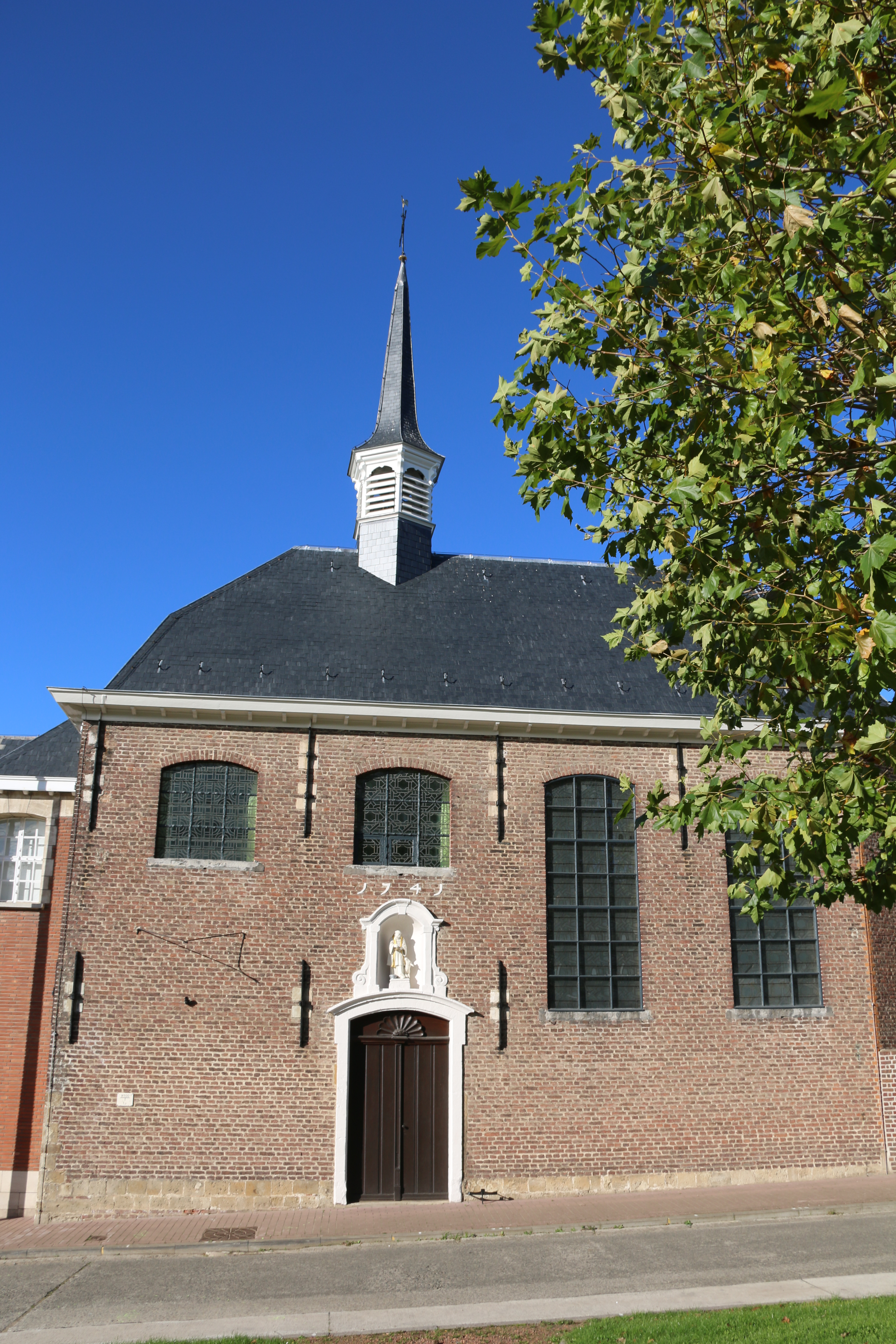
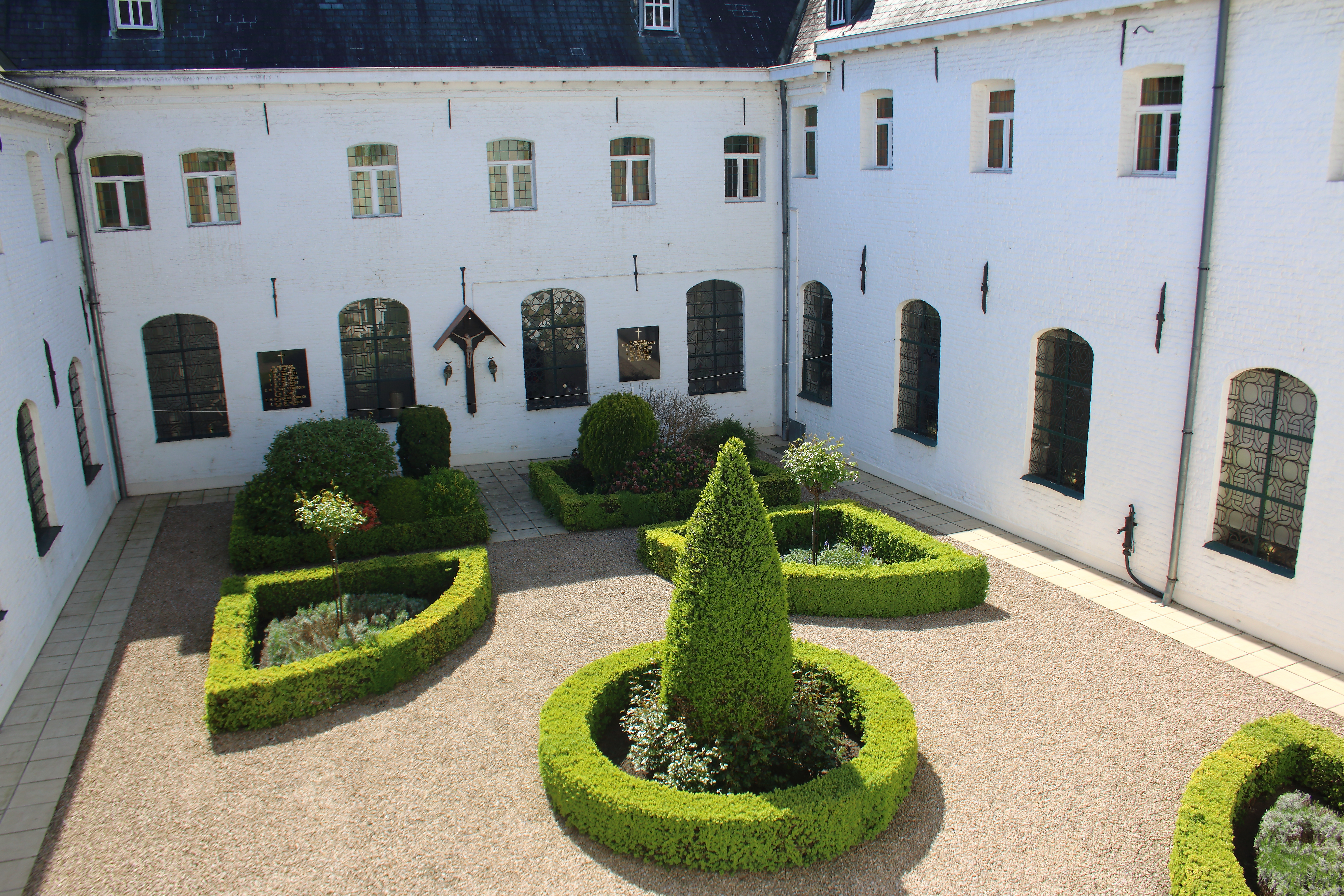
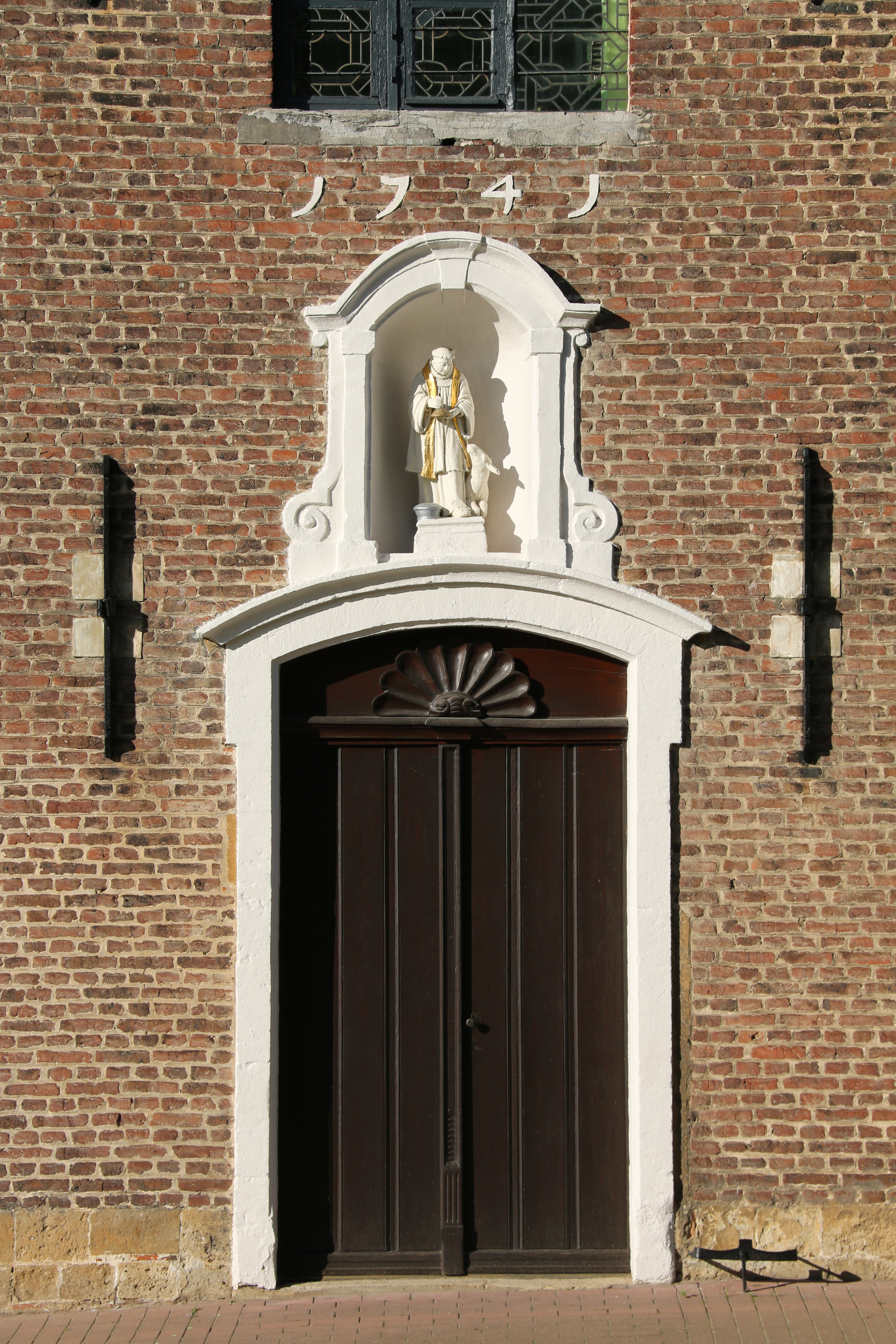
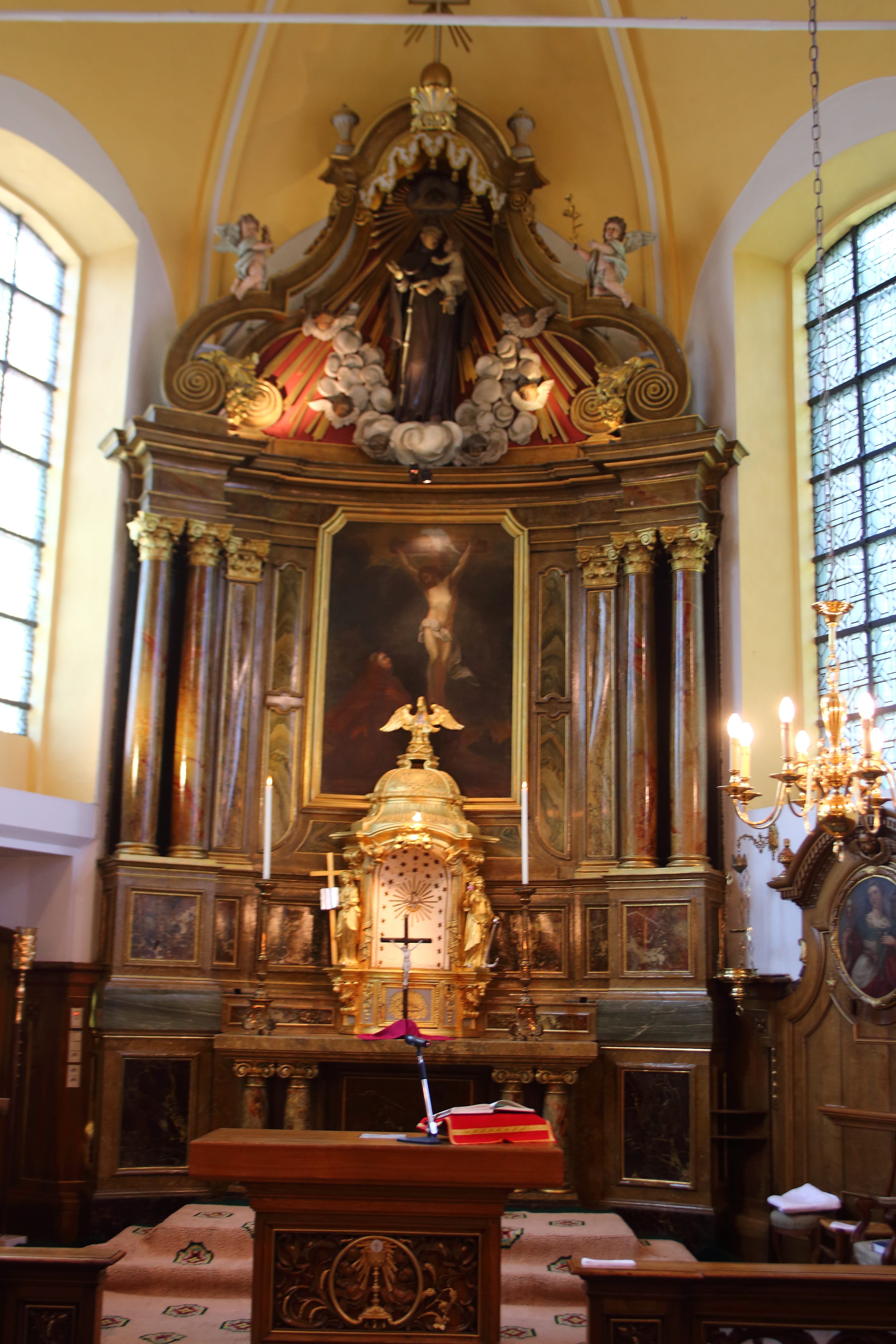
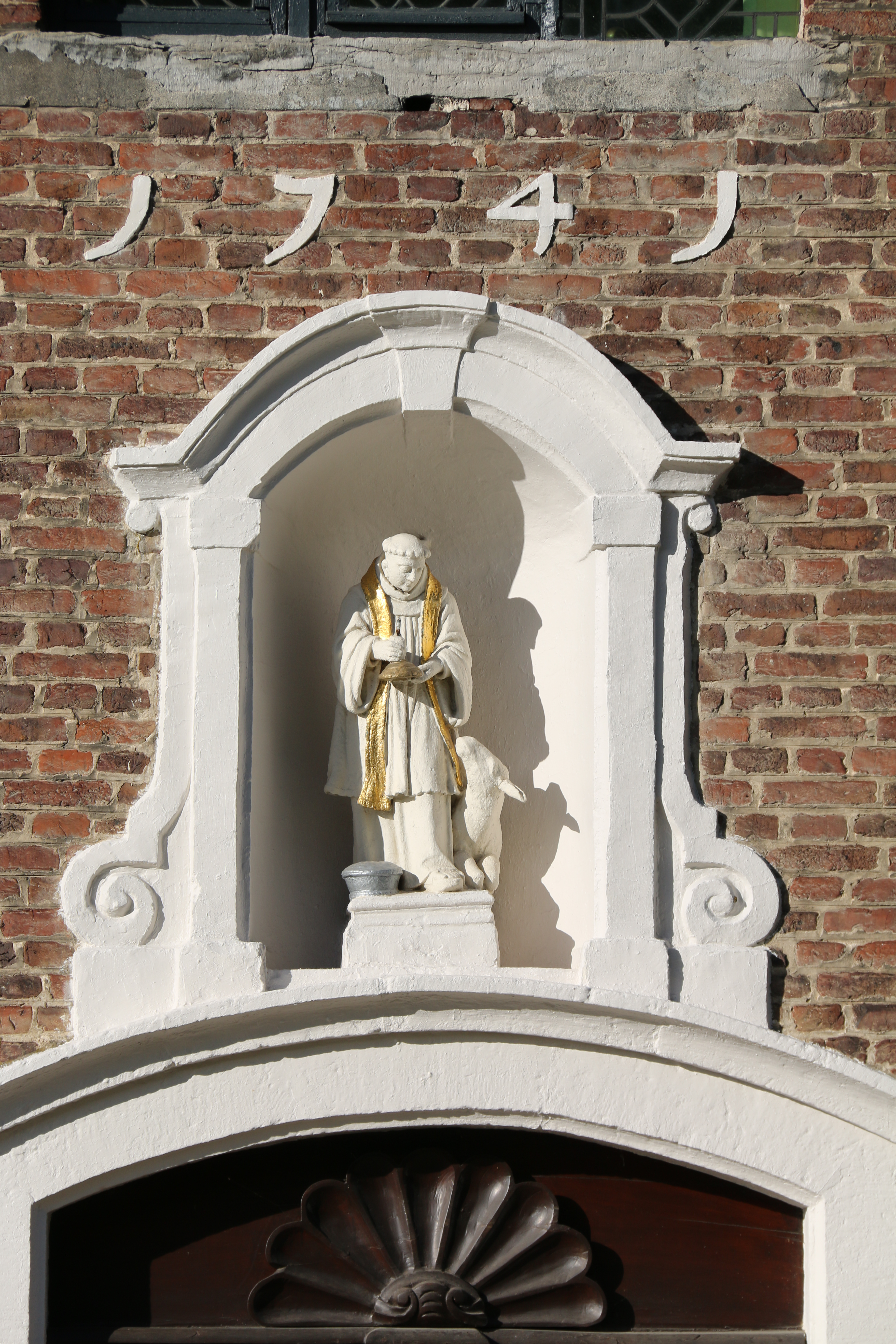
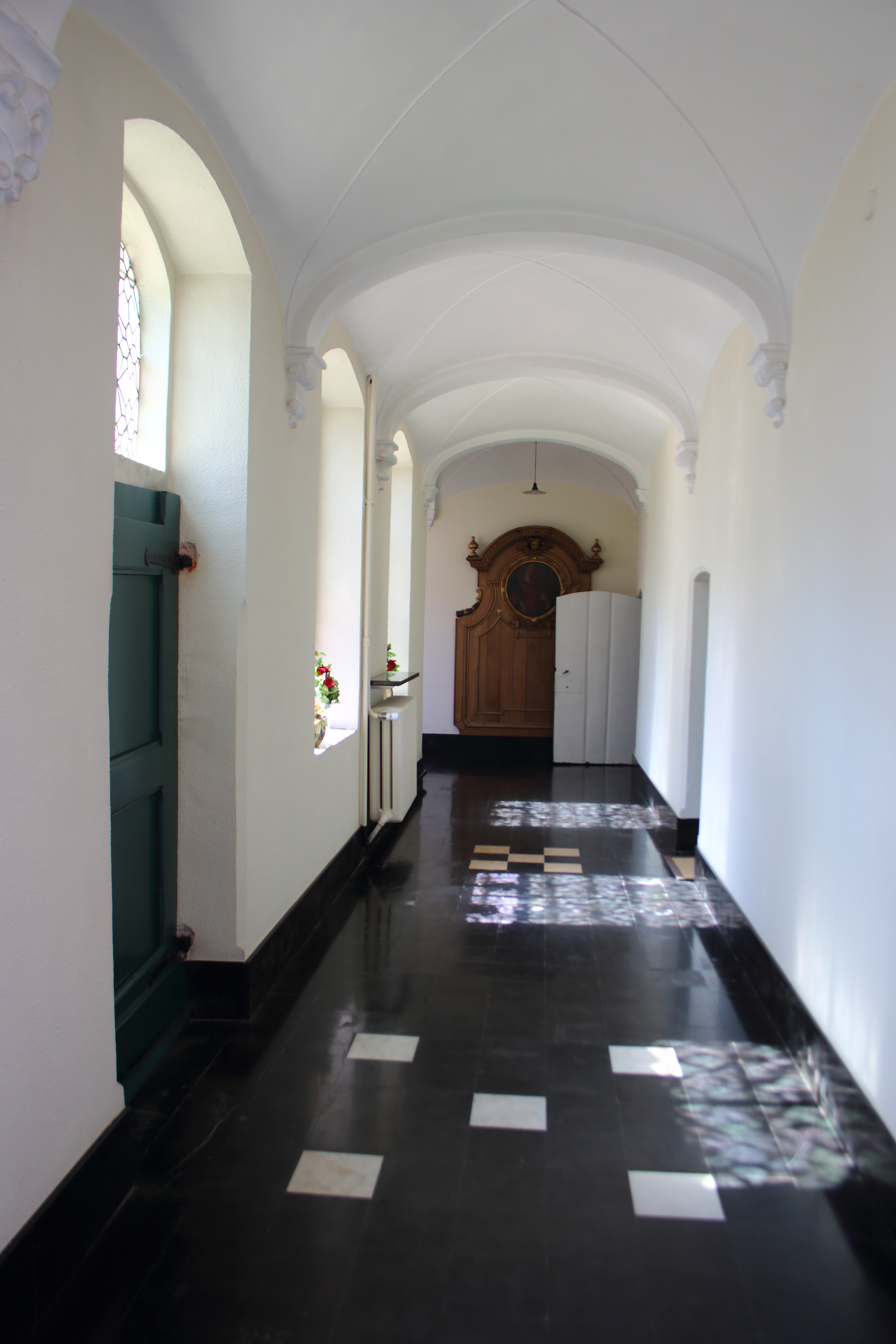
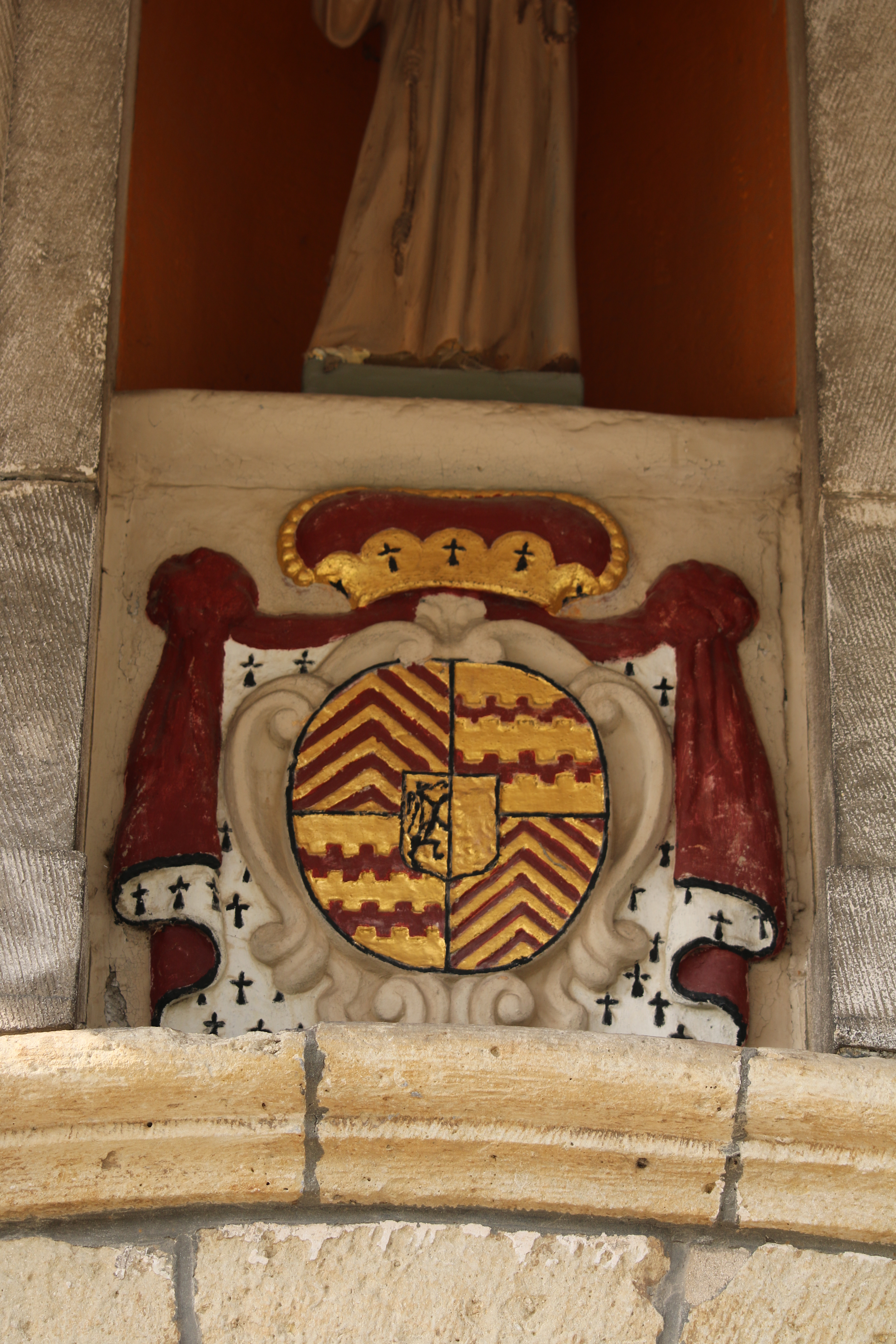
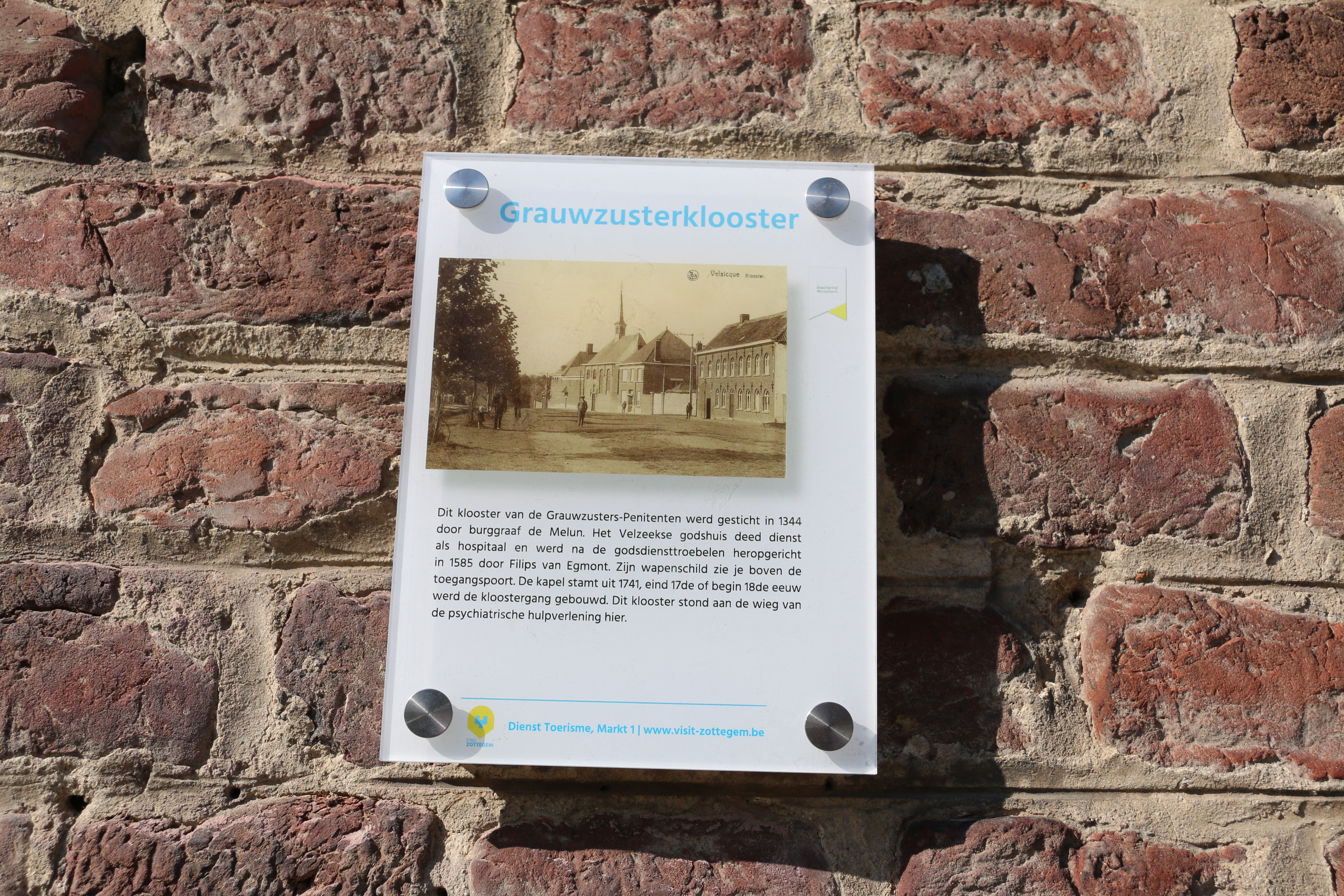